# Most (Txèquia)

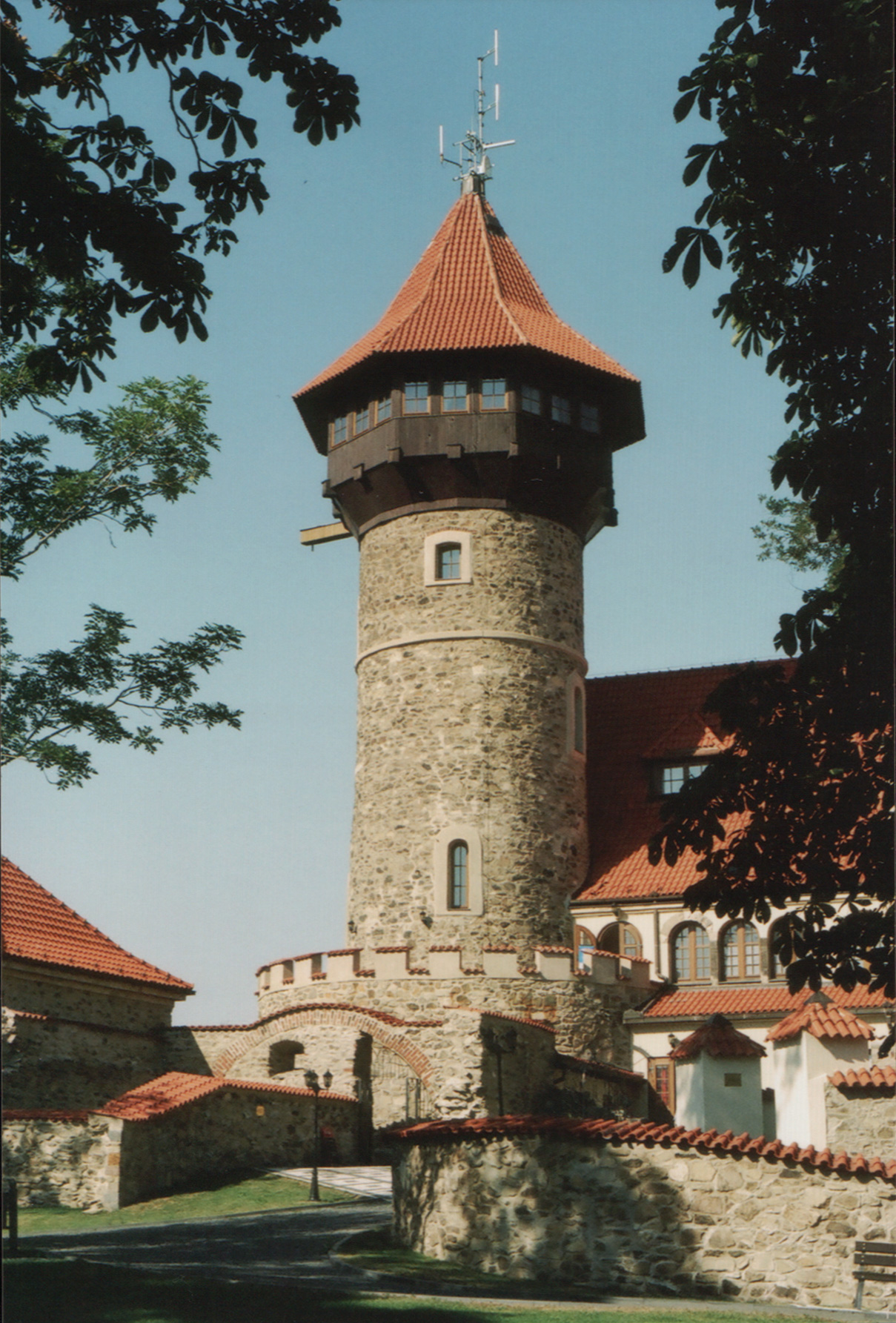
Torre del castell de Hněvín, Most

Most (alemany: Brüx, romaní Mosti o Pont) és una capital de província (Okres Most) amb 67.815 habitants (2005) ubicada a la riba del riu Bílina (Biela) a Ústecký kraj a la República Txeca. El nom txec Most significa "pont" i és una traducció del nom alemany "Brüx".

## Història

### Segles XII-XIV
L'origen de la ciutat de Brüx està estretament lligat amb el colonianisme alemany de finals del s.12 i principis del s.13, que tenia com a objectiu consolidar assentaments a territoris verges i fronterers. Aquesta pràctica d'expansió del territori cal emmarcar-la dins l'anomenada Ostsiedlung (colonització alemany de l'Europa Central i Oriental durant els s. XII i XV).
La ciutat va ser probablement creada als anys 1220 per la dinastia Hrabischitz amb ajut del monestir dels Cavallers de la Creu de Zderaz (Praga). Segons una antiga i estesa creença Ibrahim ibn Yaqub ja a finals del s.X es va poder traslladar a Praga mitjançant un suposat pont de fusta, el qual encara avui dia es creu que va existir a Most. No obstant, segons posteriors treballs de recerca arqueològica, cal que aquesta hipòtesi sigui rebutjada i es quedi només en llegenda.
Kojata IV de Hrabischitz (txec: Kojata z Mostu), el darrer descendent de la dinastia dels Hrabischitz, va deixar tota la seva fortuna al monestir dels Cavallers de la Creu de Zderaz (Praga), l'any 1227. No obstant això, probablement ja el 1229 o el 1238 com a màxim, la ciutat va passar en mans de la dinastia dels Přemyslovci. Per altra banda, també les restes arqueològiques més antigues trobades al centre de la ciutat daten dels anys 1230-1250. El segell de la ciutat més antic data de l'any 1257. Most va ser una ciutat medieval rica que va gaudir de plens drets atorgats pels monarques bohèmics Přemysl Ottokar II, Joan I de Bohèmia i Carles IV de Luxemburg. Durant del s. XIV, a conseqüència de la colonització, la ciutat va ser progressivament poblada per alemanys fins a tal punt que la majoria dels habitants eren de nacionalitat alemanya. La ciutat va passar a denominar-se Brüx.

### Segles XV–XVII
Durant les guerres hussites (1419-1434) Most va ser un centre de la comunitat catòlica. Durant els anys 1455 i 1515 la ciutat va ser incendiada en diverses ocasions. El 1517, gràcies a una admirable ràpida reconstrucció, l'arquitecte Jacob Haylmann (també conegut com a Jacob de Schweinfurt) va construir la nova església de l'Ascenció de la Verge Maria (txec: kostel Nanebevzetí Panny Marie). També es va construir un nou ajuntament, amb estil renaixentista. Al llarg de la Guerra dels Trenta Anys la ciutat va ser conquistada en diverses ocasions per tropes sueques. L'any 1646, mitjançant un estratagema militar, el castell de Hněvín també va ser per primer cop -i darrer- ocupat.

### Segles XVIII–XIX
Després de la Guerra dels Trenta Anys la ciutat va perdre la seva rellevància econòmica i política. Durant la segona meitat del s.XIX el caràcter de la ciutat va canviar substancialment degut a les mines de carbó i la industrialització (indústries de sucre, porcellana, acer i cervesa). També el museu de la ciutat va ser construït. El 1870 per primer el ferrocarril arriba a Most. Degut especialment a l'expansió de les mines de carbó molts treballadors, predominantment txecs, es traslladen a Most. D'aquesta manera, entorn el 1930 la ciutat compte ja amb una escassa majoria txeca, quan tot just 70 anys enrere Most era eminentment poblada per alemanys.
Degut a una catastròfica esllavissada de sorra l'any 1895 algunes cases van quedar completament enterrades -amb habitants inclosos-, i d'altres van esdevenir inhabitables.

## Ciutats agermanades
- Meppel, Niederlande
- Marienberg, Sachsen, Deutschland

## Barris
- Čepirohy (Tschöppern)
- Komořany (Kommern)
- Kopisty (Kopitz)
- Most (Brüx) - Stadt
- Rudolice nad Bílinou (Rudelsdorf a.d. Biela)
- Třebušice (Triebschitz)
- Velebudice (Welbuditz)
- Vtelno (Wteln)

## Personalitats

### Personatges cèlebres de la ciutat
- Florian Leopold Gassmann, compositor d'òperes.